# Encolleuse
 (février 2015).
Si vous disposez d'ouvrages ou d'articles de référence ou si vous connaissez des sites web de qualité traitant du thème abordé ici, merci de compléter l'article en donnant les références utiles à sa vérifiabilité et en les liant à la section « Notes et références ».
Une encolleuse, parfois appelée machine à encoller, est un outil servant à encoller différents types de matériaux, principalement des supports de forme plate, notamment le papier peint, le carton, les films plastiques ou les tissus.
Les encolleuses, selon les applications et les matières, peuvent utiliser des colles chaudes (vinyliques ou dextrines) ou des colles froides.
Elles peuvent être utilisées dans le domaine industriel (édition, emballage) ou artisanal, pour l'encollage de papier peint.